# Bevo tutta la notte
Bevo tutta la notte è un singolo del cantautore italiano Alfa, in collaborazione con Drast del duo musicale italiano Psicologi e con il cantante italiano Olly, pubblicato il 9 luglio 2021 come quinto estratto dal primo album in studio Nord.

## Descrizione
Il brano, scritto dallo stesso cantautore, è prodotto da Drast, il quale ha anche curato la composizione con Olly.

## Video musicale
Il video musicale, ideato da Alan Ciliberti, è stato pubblicato il 14 maggio 2021 attraverso il canale YouTube del cantautore.

## Tracce
Testi di Andrea De Filippi, musiche di Federico Olivieri e Marco De Cesaris.
1. Bevo tutta la notte – 2:48